# Enfärgad honungsfågel
Enfärgad honungsfågel (Stomiopera unicolor) är en fågel i familjen honungsfåglar inom ordningen tättingar.

## Utseende och läte
Enfärgad honungsfågel är en medelstor till stor honungsfågel med sotbrun fjäderdräkt och en tydlig ljus fläck mellan öga och näbb. Den är mycket större än den liknande färgade brun myzomela. 

## Utbredning och systematik
Fågeln förekommer enbart i norra Australien (King Sound, Western Australia till Townsville, Queensland). Den behandlas som monotypisk, det vill säga att den inte delas in i några underarter.

### Släktestillhörighet
Arten placerades tidigare i Lichenostomus tillsammans med en mängd andra arter. Genetiska studier visar att de dock inte är varandras närmaste släktingar,. Lichenostomus har därför brutits upp i ett antal mindre släkten, varvid enfärgad honungsfågel med släktingar förs till Stomiopera.

## Levnadssätt
Enfärgad honungsfågel hittas i torra tropiska områden som trädgårdar, mangroveträsk och savann. Där är den ofta mycket vanligt förekommande.

## Status
Arten har ett stort utbredningsområde och beståndet anses vara stabilt. Internationella naturvårdsunionen IUCN listar den därför som livskraftig (LC).